# Знаменське (Чечня)
Зна́менське (рос. Знаменское, чеч. Чӏулга-Юрт), первісноЧулик-Юрт — село, райцентр Надтеречного району Чеченської Республіки.
Утворює Знаменське сільське поселення.
Під час військових кампаній багато будинків у селі було зруйновано.

## Географія
Село розташоване на правому березі річки Терек, відстань до міста Грозного становить 99 кілометрів.
Найближчі населені пункти: на півночі — станиця Іщерська, на північному сході — села Рубіжне і Алпатове, на північному заході — село Бено-Юрт, на південному сході — станиця Наурська, село Чорнокозове і село Надтеречного, на південному заході — села Гвардійське і Братське.

## Історія
Село було засноване як Чулик-юрт у 1809 році на правому березі Терека навпроти станиці Іщерська поручиком у відставці Чуликовим, чеченцем за походженням, який вивів з Ічкерії кілька чеченських родин. Незабаром, для захисту від набігів горців, жителі села запросили кабардинського князя Мулдара, що широко практикувалося рівнинними чеченськими селами в той час — формально ці землі вважалися частиною Малої Кабарди. Так село стало називатися Мулдар (Мундар)-юрт.
Засновниками села вважаються вихідці з тейпа Гендаргеной. Пізніше, в 1920-ті, вже в роки Радянської влади, сюди підселилися вихідці з інших ічкерійськими тейпів — Зандакой, Алерой, Цонтарой, Чертой, Чермой, а також Таркхой і Аргеной.
В 1944 році після депортації чеченців і інгушів та ліквідації Чечено-Інгушської АРСР селище Мундар-юрт, було перейменовано в Знаменське.
З 1 лютого 1963 адміністрація Надтеречного району ЧІАССР переноситься з селища Нижній Наур в село Знаменське.

## Населення
Населення — 11 072 осіб.
 
Національний склад
На 2002 рік:
- Чеченці — 9264 чол. (96,3 %)
- Росіяни — 254 чол (2,6 %)
- Інші — 102 чол. (1,1 %)

## Соціальна сфера
У селі кілька середніх і восьмирічних шкіл: Гімназія № 10 (вул. Московська, 20), Знам'янська ЗОШ № 1, ЗОШ № 3 (по вулиці Центральній), вечірня школа, музична школа, два медичних заклади, кінотеатр, два Будинки культури на сто місць кожен, Будинок побуту, дві бібліотеки, пошта, телеграф, десятки магазинів, їдальні, кафе, ресторан.

### Галерея

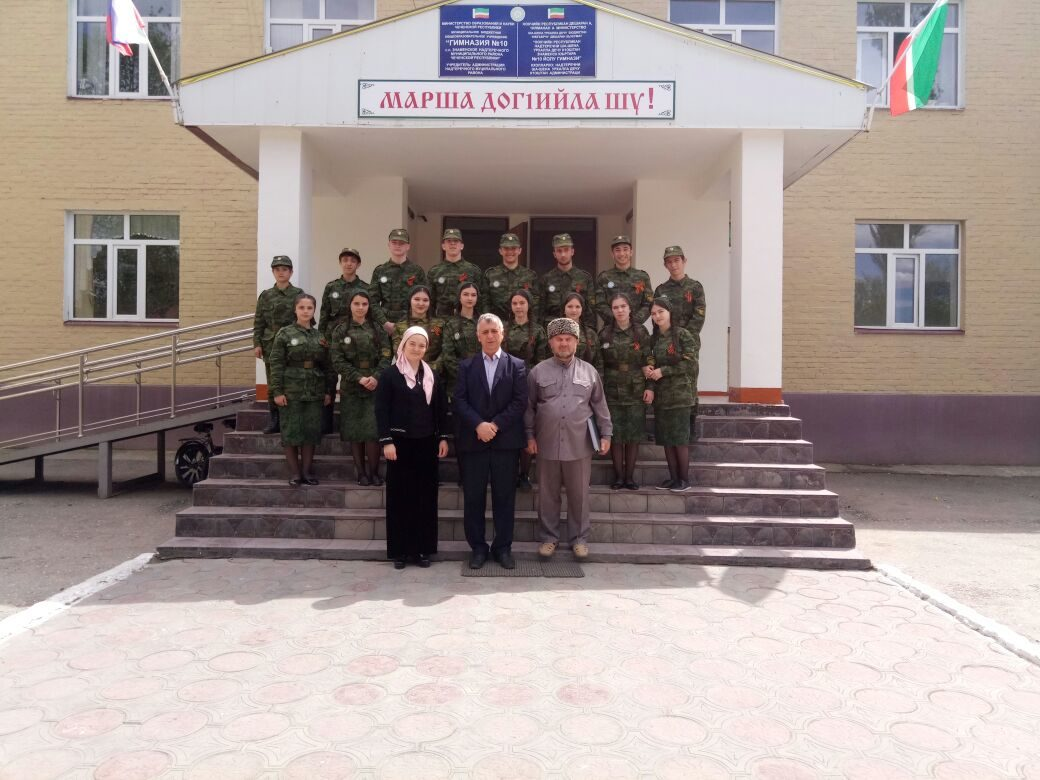
Гімназія №10 села Знаменське
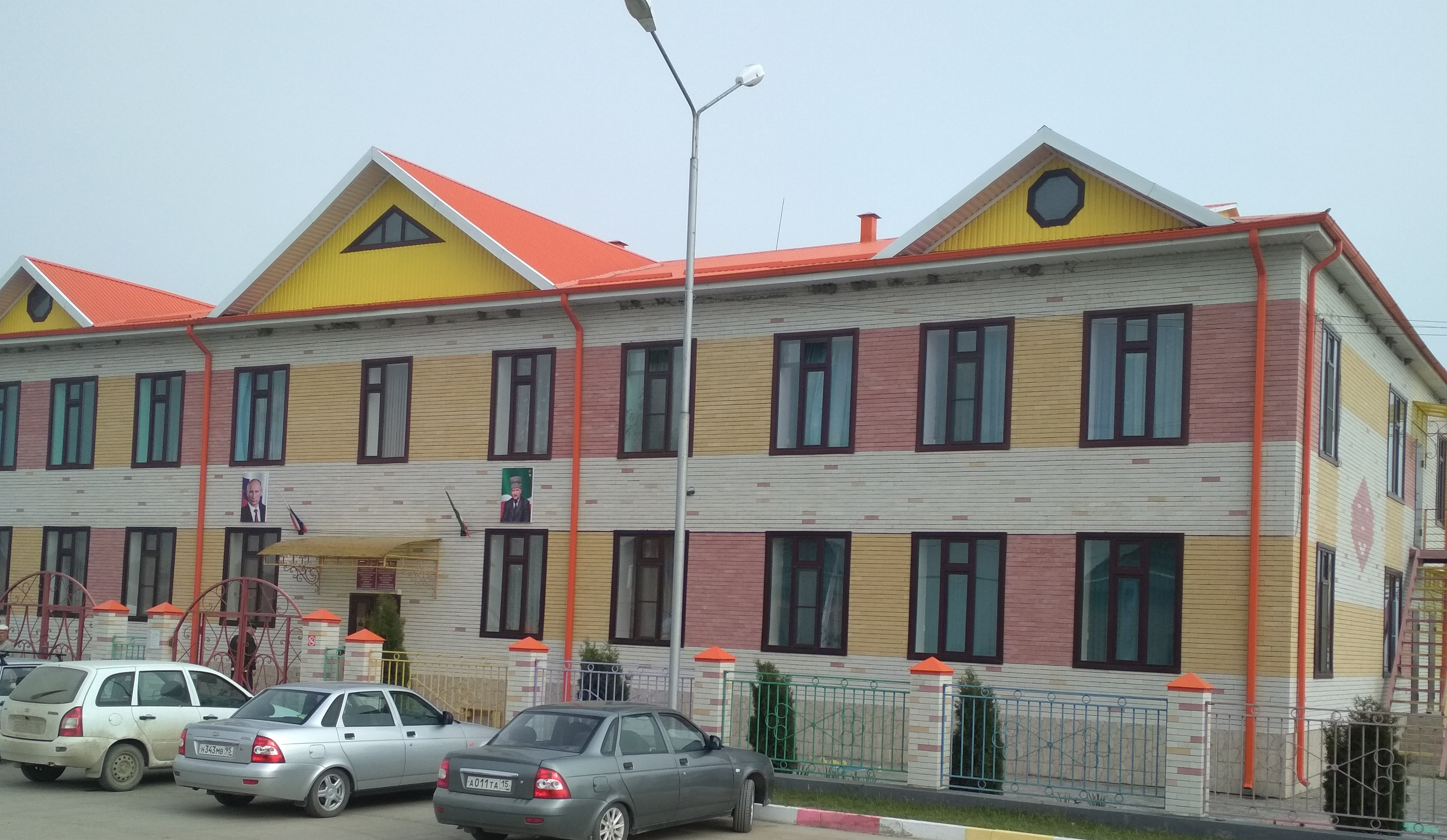
Дитячий садок «Теремок» в селі Знаменське
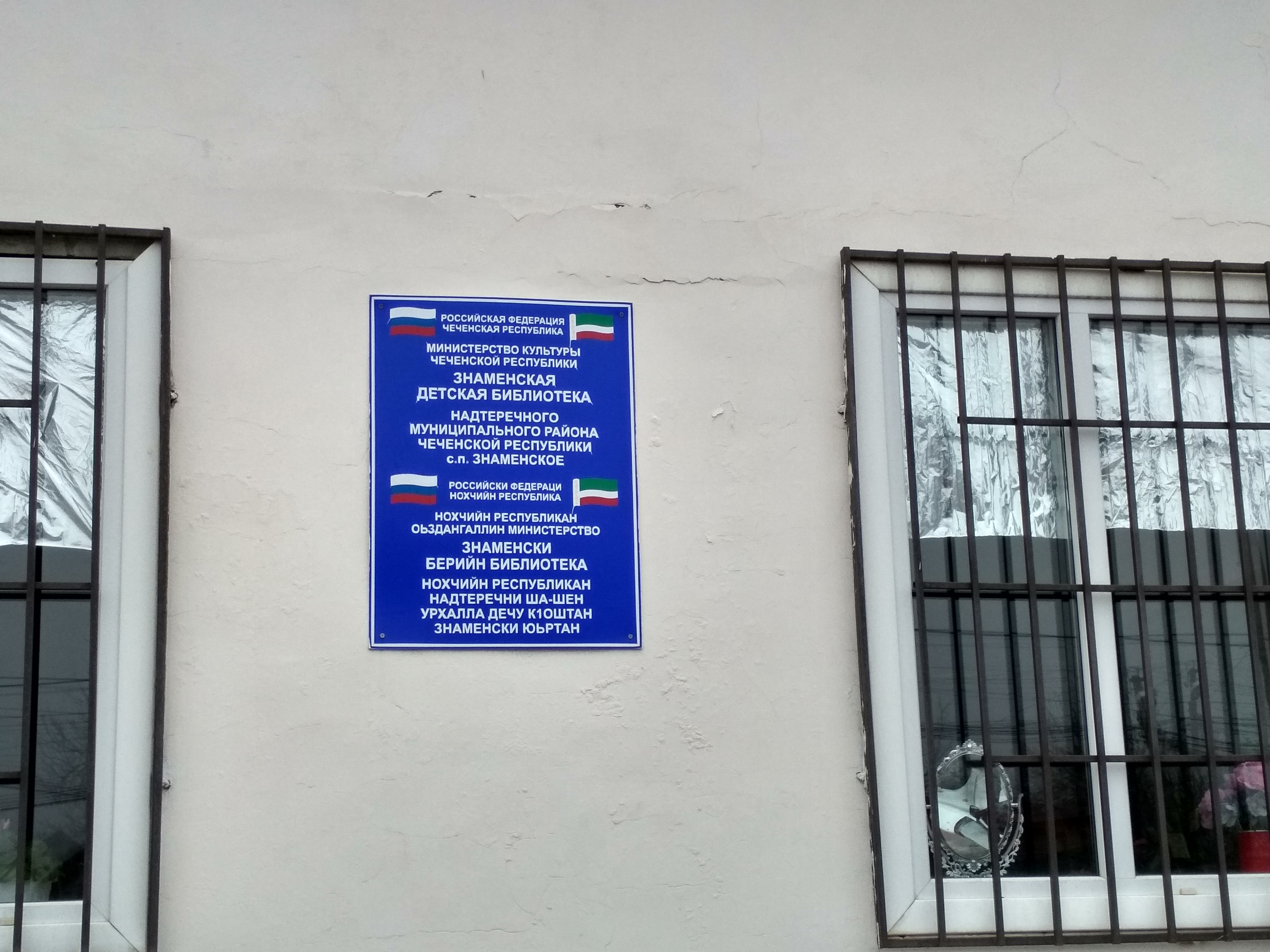
Дитяча бібліотека
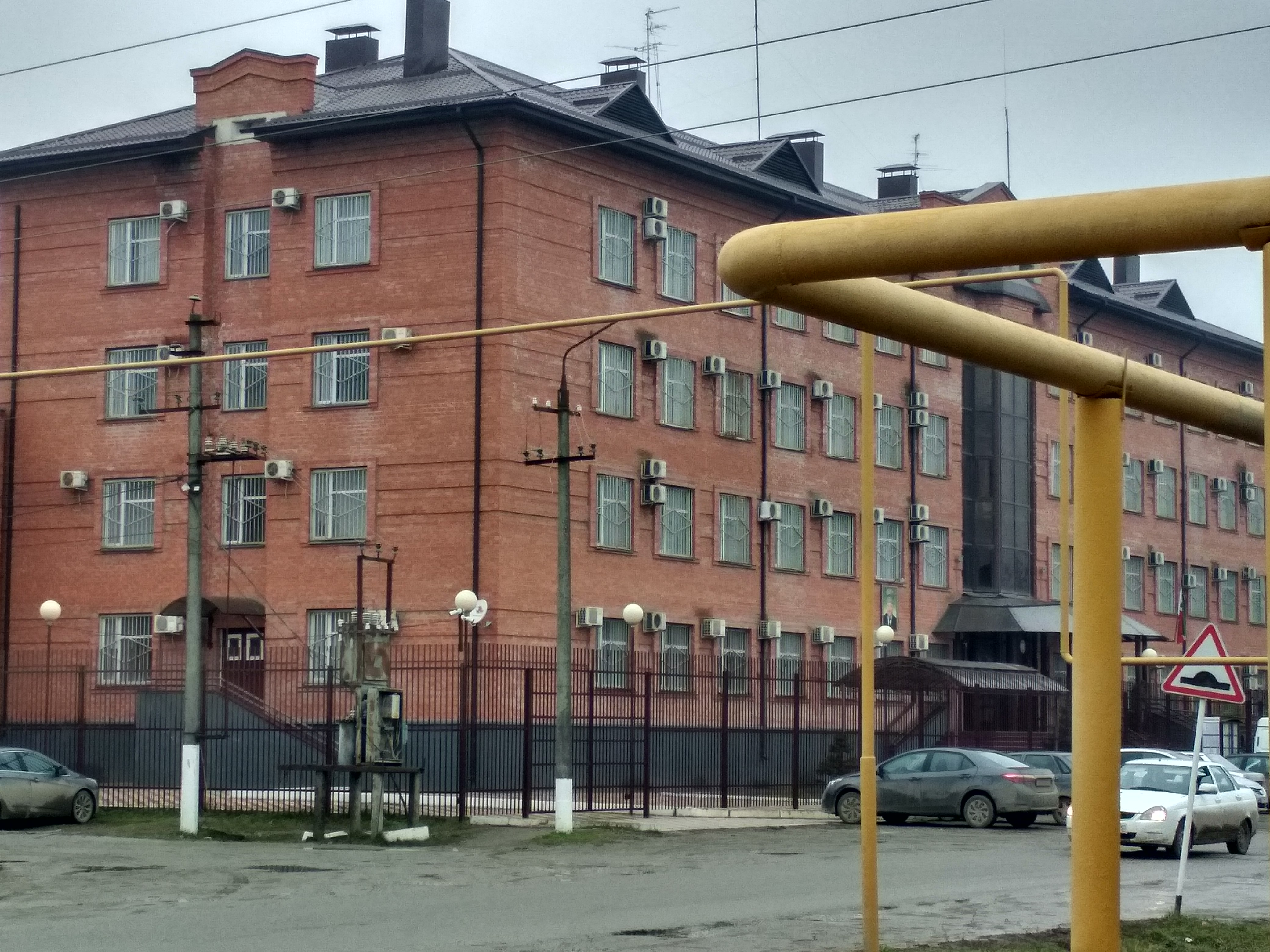
Будівля поліції по Надтеречному району
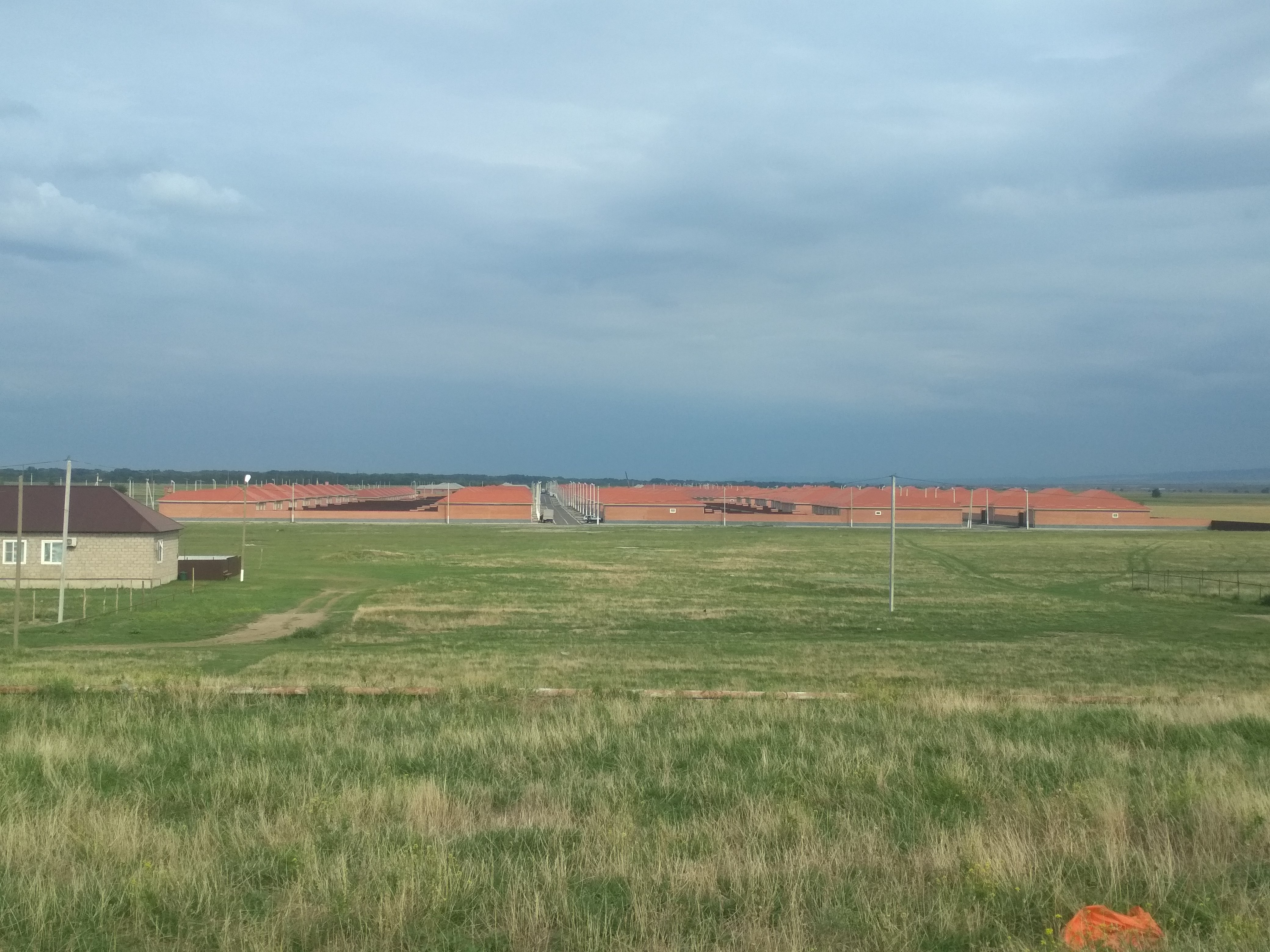
Мікрорайон Кадирова в Знаменському
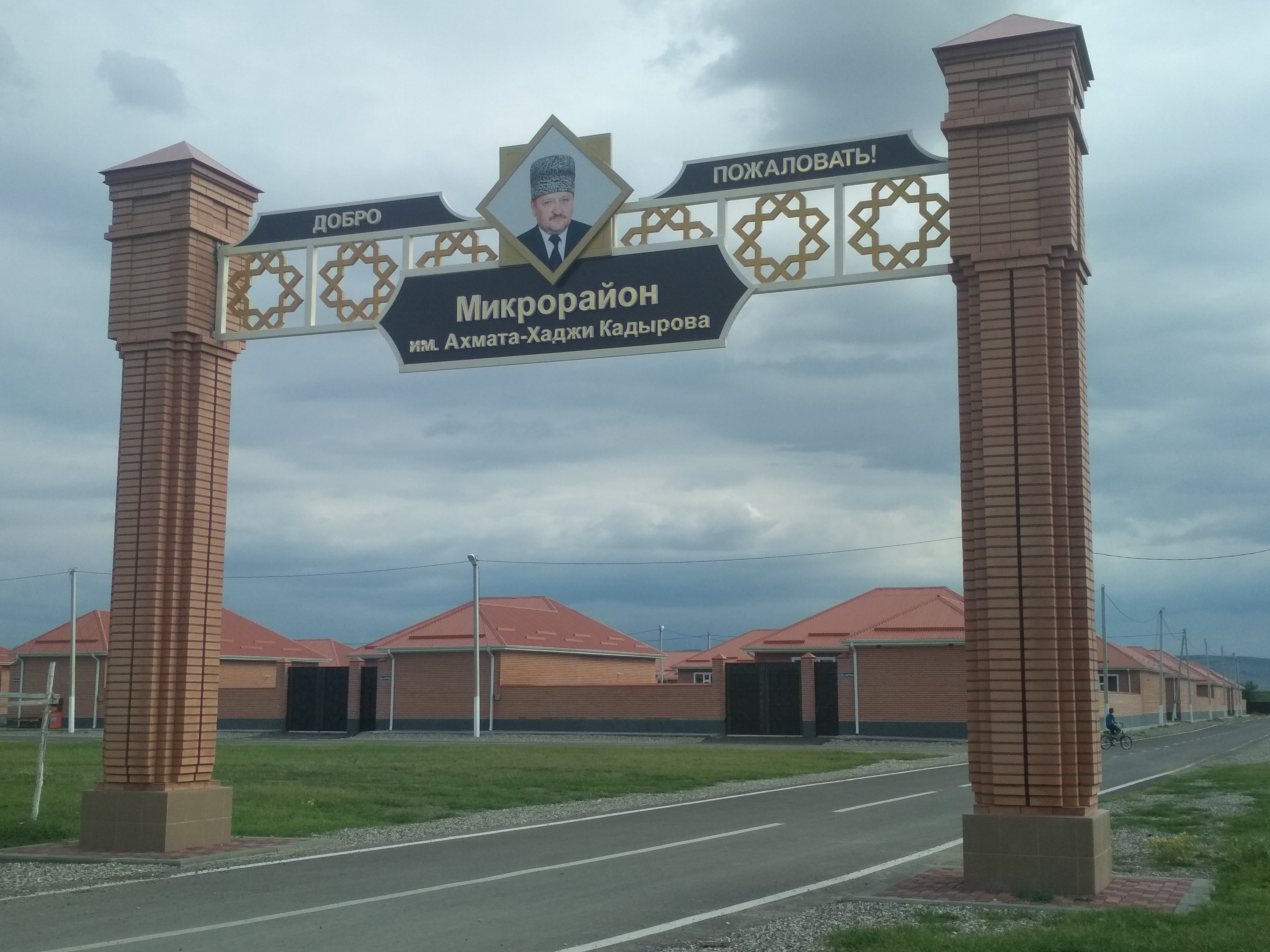
В'їзна арка в Знаменському мікрорайоні

## Промисловість
Промисловість в селі Знаменське була представлена наявністю Знаменського винзаводу «Тереквинпром», Знаменського райхарчокомбінату, молзаводу й макаронної фабрики.
Від районного харчокомбінату і молочного заводу в селі після військових кампаній залишилися одні стіни замість виробничих і допоміжних цехів; виноградники були ліквідовані у зв'язку з минулою антиалкогольною кампанією і для нормального функціонування необхідно відновити зрошувальну мережу і закласти виноградники на площі 800 га.

На території колишньої Знаменської макаронної фабрики нині побудований великий навчально-виробничий реабілітаційний центр площею півтора гектара, у якому зможуть пройти навчання різних ремесел близько 240 дітей, у тому числі і інваліди, хворі на ДЦП та інші хвороби. На території крім шести виробничих цехів розташовані гуртожиток на 30 чоловік, розважальний комплекс, адміністративний будинок і мечеть. У відкритті центру брав участь Шаранов Шуаїпов, голова Комітету Уряду ЧР по малому і середньому бізнесу, який сказав: 
 «Для підприємців тут є цеха з виробництва меблів, столярний, швейний, ковальський цехи, сушильна камера для лісу. Є також класи з навчання роботі з комп'ютером, бухгалтерської справи. Дітей тут навчатимуть 12 спеціальностей, у тому числі токарних, слюсарних, ювелірного та іншим ремесел. 120 людей будуть працювати в центрі на постійній основі».